# Мверинда, Кредония
Кредония Мверинде (англ. Credonia Mwerinde; род. в 1952 году в Уганде) — первосвященница и соучредитель Движения за восстановление десяти заповедей Божьих (MRTC), секты, отколовшейся от Римско-католической церкви в Уганде. До основания движения она была лавочницей, пивоваром и проституткой. В 1989 году она и ещё два члена группы обратились к крупному землевалдельцу и политику Джозефу Кибветере и сказали, что Дева Мария явилась к ним и поручила ему принять их; в том же году они вместе основали MRTC.

## Ранняя жизнь
До основания движения Мверинде была владелицей магазина, варила банановое пиво и занималась проституцией. Она также была членом религиозной группы, посвящённой Деве Марии. В 1989 году она и двое других членов группы обратились к Джозефу Кибветере и сказали, что Дева Мария поручила ему принять их. Кибветере так и сделал, и его особенно поразило ее заявление о явлении Девы Марии возле его дома, которое совпало с видением, которое было у него самого пять лет назад. Вместе Мверинде и Кибветери основали Движение в 1989 году.

## История секты
Мверинде, наряду с Кибвитере и Домиником Катарибаабо, отлучённым от церкви священником, была одним из трёх руководителей секты. Однако Поль Иказире, бывший лидер секты, который позже вернулся в католическую церковь, назвал её истинной силой в Движении. По его словам «На собраниях председательствовала сестра Кредония, которая была фактически главой группы. Кибветере был всего лишь номинальным главой, призванным навязать мужскую власть последователям и улучшить связи культа с общественностью». Мверинде также была источником предсказаний секты об апокалипсисе и заявлений о том, что спасение можно найти только с помощью посланий Девы Марии.
Движение быстро росло и на пике своего развития его число составляло от 5000 до 6000 человек. К нему присоединились несколько лишённых сана католических священников и монахинь, которые работали богословами. Руководители секты предсказывали, что апокалипсис наступит с наступлением нового тысячелетия. После того, как Движение было выселено из Рвашамаре, оно переехало в поместье, принадлежавшее отцу Мверинде, в районе Канунгу. С приближением 2000 года члены секты распродали свою собственность и передали деньги руководству группы.
Когда предсказанный конец света так и не наступил, в Движении случился кризис. Участники начали задавать вопросы и требовать возврата денег и имущества. Полицейские следователи полагают, что руководство Движения, особенно Мверинде, начало чистку своих последователей, кульминацией которой стал пожар в церкви Канангу 17 марта 2000 года, в результате которого погибли все 530 находившихся внутри человек. Сотни тел были также найдены на объектах Движения на юго-западе Уганды. Первоначально предполагалось, что это было массовое самоубийство, но позже полиция заявила, что расследует это как массовое убийство.

## Исчезновение и последствия
Предполагается, что Мверинде пережила церковный пожар. Власти Уганды полагают, что она покинула территорию секты в Канангу рано утром 17 марта. В апреле 2000 года полиция выдала международный ордер на её арест в связи с убийствами, совершёнными её сектой.
В сентябре 2011 года Мверинде и несколько других прогностиков, неправильно предсказавших различные даты конца света, были совместно награждены Шнобелевской премией за «обучение мира быть осторожным при математических предположениях и расчётах».